# Chlorocyathus
Chlorocyathus là chi thực vật có hoa trong họ Apocynaceae.